# Le Mesnil-Amelot
Le Mesnil-Amelot là một xã ở tỉnh Seine-et-Marne, thuộc vùng Île-de-France ở miền bắc nước Pháp.

## Dân số
Its Người dân ở đây được gọi là Mesnilois.
Điều tra dân số năm 1999, xã này có dân số là 565.